# Siklóssy Antal
Siklóssy Antal, Siklósi (1896. június 2. –  Budapest, 1931. április 18.) válogatott labdarúgó, csatár, balösszekötő, cipészsegéd.

## Családja
Siklósi Antal és Stiaszny Mária fiaként született. Felesége Bolla Mária volt.

## Pályafutása

### Klubcsapatban
Az Újpest-Rákospalotai AK csapatában kezdett futballozni. Az első világháborúban orosz fogságba került. Hazatérése után az MTK labdarúgója volt, ahol két bajnok címet és egy magyar kupa győzelmet szerzett a csapattal. Később a Makkabi Brno, a Wacker Wien, a Vienna és a miskolci Attila FC játékosa lett. Alacsony termetű, technikás, az összjátékban megbízható labdarúgó volt, a kapura kevésbé jelentett veszélyt.
35 évesen még aktív labdarúgóként tüdőbajban hunyt el 1931 áprilisában, a János kórházban.

### A válogatottban
1923 és 1927 között két alkalommal szerepelt a magyar labdarúgó-válogatottban és egy gólt szerzett. Ő volt az első, aki miskolci csapatból a válogatottban szerepelt.

## Sikerei, díjai
- Magyar bajnokság
  - bajnok: 1921–22, 1922–23
- Magyar kupa
  - győztes: 1923
  - döntős: 1928

## Statisztika

### Mérkőzései a válogatottban
| Magyarország | Magyarország        | Magyarország              | Magyarország | Magyarország | Magyarország | Magyarország | Magyarország | Magyarország |
| #            | Dátum               | Helyszín                  | Hazai        | Eredmény     | Vendég       | Kiírás       | Gólok        | Esemény      |
| ------------ | ------------------- | ------------------------- | ------------ | ------------ | ------------ | ------------ | ------------ | ------------ |
| 1.           | 1923. augusztus 19. | Budapest, Üllői úti pálya | Magyarország | 3 – 1        | Finnország   | barátságos   | -            |              |
| 2.           | 1927. április 10.   | Budapest. Üllői úti pálya | Magyarország | 3 – 0        | Jugoszlávia  | barátságos   | 1            | 24'          |
|              | Összesen            |                           |              | 2            | mérkőzés     |              | 1            | gól          |